# المتانة (إب)

تعديل مصدري - تعديل

المتانة محلة تابعة لقرية العارضة، التابعة لعزلة حرد بمديرية إب إحدى مديريات محافظة إب في الجمهورية اليمنية.، بلغ تعداد سكانها 107 حسب تعداد اليمن لعام 2004.